# 斎藤茂吉短歌文学賞
齋藤茂吉短歌文学賞（さいとうもきちたんかぶんがくしょう）は、日本の歌人・齋藤茂吉にちなんで設けられた短歌の賞。山形県が生んだ近代短歌の巨星である齋藤茂吉が短歌文学の発展振興に寄与した功績を記念し、短歌の分野において優れた業績をあげた者を顕彰する全国レベルの賞として、平成元年（1989年）度に創設された。主催は山形県などが運営する齋藤茂吉短歌文学賞運営委員会。前年1月1日から12月31日までに発行された歌集・歌論・歌人研究等の著作物が対象。受賞作には正賞および副賞50万円が贈られる。2014年度の選考委員は、三枝昂之、永田和宏、小池光、馬場あき子の4名。贈呈式は齋藤茂吉の生誕日である5月14日に最も近い日曜日に、山形県上山市で行われる斎藤茂吉記念全国大会の席上で行われる。

## 過去の受賞者
カッコ内の年数は賞の対象年（受賞日は表記の次年）
- 第1回（1989年）岡井隆　歌集『親和力』（砂子屋書房）
- 第2回（1990年）本林勝夫　『齋藤茂吉の研究―その生と表現―』（桜楓社）
- 第3回（1991年）塚本邦雄　歌集『黄金律』（花曜社）
- 第4回（1992年）前登志夫　歌集『鳥獸蟲魚』（小澤書店）
- 第5回（1993年）齋藤史　歌集『秋天瑠璃』（不識書院）
- 第6回（1994年）近藤芳美　歌集『希求』（砂子屋書房）
- 第7回（1995年）小暮政次　歌集『暫紅新集』（短歌新聞社）
- 第8回（1996年）馬場あき子　歌集『飛種』（短歌研究社）
- 第9回（1997年）吉田漱　『「白き山」全注釈』（短歌新聞社）
- 第10回（1998年）佐佐木幸綱　歌集『呑牛』　（本阿弥書店）
- 第11回（1999年）伊藤博　『萬葉集釋注』(集英社)
- 第12回（2000年）森岡貞香　歌集『夏至』（砂子屋書房）
- 第13回（2001年）竹山広　『竹山広全歌集』（雁書館／ながらみ書房）
- 第14回（2002年）藤岡武雄　『書簡にみる斎藤茂吉』（短歌新聞社）
- 第15回（2003年）清水房雄　歌集『獨孤意尚吟』　（不識書院）
- 第16回（2004年）小池光　歌集『滴滴集』（短歌研究社）
- 第17回（2005年）三枝昂之　『昭和短歌の精神史』（本阿弥書店）
- 第18回（2006年）花山多佳子　歌集『木香薔薇』（砂子屋書房）
- 第19回（2007年）永田和宏　歌集『後の日々』（角川書店）
- 第20回（2008年）河野裕子　歌集『母系』（青磁社）
- 第21回（2009年）伊藤一彦　歌集『月の夜声』（本阿弥書店）
- 第22回（2010年）品田悦一　『斎藤茂吉－あかあかと一本の道とほりたり－』（ミネルヴァ書房）
- 第23回（2011年）篠弘　『残すべき歌論－二十世紀の短歌論－』（角川書店）
- 第24回（2012年）秋葉四郎　『茂吉 幻の歌集『萬軍』－戦争と齋藤茂吉－』（岩波書店）
- 第25回（2013年）栗木京子　歌集『水仙の章』（砂子屋書房）
- 第26回（2014年）小島ゆかり　歌集『泥と青葉』（青磁社）
- 第27回（2015年）柏崎驍二　歌集『北窓集』（短歌研究社）
- 第28回（2016年）橋本喜典　歌集『行きて帰る』（短歌研究社）
- 第29回（2017年）大辻隆弘　歌集『景徳鎮』（砂子屋書房）
- 第30回（2018年）春日真木子　歌集『何の扉か』（角川文化振興財団）
- 第31回（2019年）吉川宏志　歌集『石蓮花』（書肆侃侃房）
- 第32回（2020年）大島史洋　歌集『どんぐり』（現代短歌社）
- 第33回（2021年）岡野弘彦　歌集『岡野弘彦全歌集』（青磁社）[1]
- 第34回（2022年）佐藤通雅　歌集『岸辺』（角川書店）[2]
- 第35回（2023年）玉井清弘　歌集『山水』（短歌研究社）
- 第36回（2024年）本多稜　歌集『時剋』（本阿弥書店）[3]